# Daniel Espinoza
Albino Daniel Espinoza Quispe (Huaytará, 1951),  es un economista y político peruano. Alcalde de Huaytará en 2 periodos.

## Biografía
Juan Mendoza nació en Huaytará, el 16 de febrero de 1951.  Hizo sus estudios primarios en el Centro Escolar Nº 584 San Miguel de Ica, y los secundarios en el Colegio San Luis Gonzaga de Ica. Entre 1976 1981, estudia Economía en la Universidad Nacional San Cristóbal de Huamanga.  Fue Jefe de la Unidad de Gestión Educativa de Huaytará (2007-2008). Ha trabajado como Gerente Municipal de la Municipalidad Distrital de Laramarca y como Consultor de Elaboración de Proyectos de Inversión de la Municipalidad Provincial de Lircay (2009), ha sido Gerente de Presupuesto y Planificación de la Municipalidad Provincial de Huancavelica (2005-2007 y 2009-2010).
Se inicia su  actuación política postulando como candidato del Acción Popular a la Alcaldía de la Municipalidad Provincial de Huaytará, ganando la elección para el período 1993-1995, siendo reelecto para el periodo 1999-2002. 
En febrero del 2010 anuncia su postulación a la reelección por el Movimiento Independiente de Campesinos y Profesionales.